# Den uendelige historie
 Der er for få eller ingen kildehenvisninger i denne artikel, hvilket er et problem. Du kan hjælpe ved at angive troværdige kilder til de påstande, som fremføres i artiklen.

|  | Denne artikel omhandler bogen. For filmen af samme navn, se Den uendelige historie (film). |
Den uendelige historie er en bog fra 1979 af den tyske forfatter Michael Ende.  

## Handling
Det er en fantastisk fortælling om drengen Bastian, der stjæler en mystisk bog fra en gammel mand i et gammelt antikvariat. I bogen følger Bastian drengen Atreyus rejse gennem Fantásien. Efterhånden lægger Bastian mærke til, at bogen tilsyneladende er bevidst om hans eksistens. På et tidspunkt opsluges han selv i bogens historie og bliver dermed for en tid en del af Fantasien.

## Analyse
Den uendelige historie er mere end blot et langt eventyr; den er en roman, der beskæftiger sig med det vigtige i at bibeholde en sund balance mellem fantasi og virkelighed.
Bastian er en dreng med et umådeligt overskud af fantasi. Den virkelighed, han lever i, er ikke en, man kan misunde ham, så han benytter enhver lejlighed til at flygte fra den. Hans fader er efter moderens død meget nedtrykt, hvilket naturligvis ikke gør hverdagen lettere for Bastian, der også selv savner hende. Dertil er han skolekammeraternes mobbeoffer nr. 1, dels pga. sin fysiske fremtoning (tyk og med briller) og dels pga. at han aldrig tør forsvare sig. 
Bastian opfatter, forståeligt nok, ikke hverdagen som særligt interessant, da hans virkelighed er meget trist og de mennesker, han omgives af, mangler den fantasi, han selv besidder i så umådeligt et overskud. Af samme grund har eventyrverdenen `Fantasien´ alvorlige problemer, idet den er ved at forsvinde grundet menneskenes ringe mængder af fantasi. Som et insekt tiltrækkes af lyset opsøger `Den uendelige historie´ Bastian for at dræne ham for den fantasi, der er så alvorlig mangel på. 
| Bog | Spire Denne artikel om bøger og tidsskrifter er en spire som bør udbygges. Du er velkommen til at hjælpe Wikipedia ved at udvide den. |